# Franz Bronstert
Franz Bronstert, né le 18 février 1895 à Dorsten et mort le 29 octobre 1967 à Freudenberg (Bade-Wurtemberg), est un ingénieur allemand.

## Biographie
Franz Bronstert est le fils de l'enseignant pour les arts et la musique Bernhard Bronstert et son épouse Louise à Dorsten. Avant la Première Guerre mondiale, Bronstert a terminé l'école supérieure d'ingénieurs à Hagen. Il a servi pendant la guerre au grade de lieutenant et plus tard "Rittmeister" équivalent au grade de capitaine. En tant que prisonnier de guerre à Ripon, dans le Yorkshire, il avait des contacts avec les artistes Fritz Fuhrken et Georg Philipp Wörlen et a commencé son travail artistique propre. Ces contacts ont abouti à la fondation du groupe d'artistes Der Fels, qui a ensuite été complété par Reinhard Hilker et Carry Hauser.
Après la guerre, il s'installe à Hagen et prend contact avec un groupe autour de collectionneur Karl Ernst Osthaus surtout avec Christian Rohlfs. Celui-ci a considérablement influencé le travail de Bronstert.
L'adhésion à «Der Fels » a conduit à de nombreuses expositions dans toute l'Allemagne et l'Autriche entre 1921 et 1927. Huit portefeuilles des tirages originaux "Der Fels" ont également été publiés pendant cette période.
Sa participation à des expositions de Das Junge Rheinland est également connue ainsi que la participation à l'exposition collective au Musée de Hagenring à Osnabrück en 1929.
Bronstert a développé l'art de l'expressionnisme radical du début des années 1920 à une phase réaliste et enfin à une réforme de l'impressionnisme comme le revendiquait l'artiste lui-même. Bronstert trouve ses motifs essentiellement dans la nature.
Même si Bronstert maîtrisait plusieurs techniques, comme la peinture à l'huile, le dessin, la gravure sur bois, c'est la peinture à l'aquarelle qu'il aimait le plus.
Comme la réussite financière n'était pas suffisante pour nourrir une famille, Bronstert avait épousé Maria Regina Hedwig Schlickum, un parent du peintre Carl Schlickum. Il prit un poste d'ingénieur sans s'arrêter de peindre. Quatre enfants sont nés par la suite. La possibilité de travailler comme un artiste sans pression financière est la raison derrière laquelle Bronstert refusait de se vendre de lui-même.
Bronstert était à la fois un talent technique et artistique. Il a réussi dans son travail et a été dépositaire de plusieurs brevets internationaux. Passé la retraite, il s'est concentré uniquement sur son art.
Les œuvres de Bronstert peuvent être trouvées dans la collection Schneider, musée de Bade, Solingen ; dans les collections du Musée Karl Ernst Osthaus, et dans les musées d'art de Soest, Iserlohn, et Lüdenscheid, ainsi que dans des collections privées.

## Sources
- (en) Cet article est partiellement ou en totalité issu de l’article de Wikipédia en anglais intitulé « Franz Bronstert » (voir la liste des auteurs).